# تنباكوكار بايين (قيلاب)
تنباکوکار بایین (بالفارسية: تنباکوکار پایین) هي قرية تقع في قسم قيلاب الريفي، بمقاطعة أنديمشك التابعة لمحافظة خوزستان، إيران. يقدر عدد سكانها بـ 15 نسمة حسب الإحصاء السكاني الذي تمّ في عام 2006.